# Martin Stührk
Martin Stührk (* 28. April 1990 in München) ist ein deutscher Schauspieler.

## Leben
Martin Stührk begann seine Karriere als Kinderdarsteller 2002 mit dem Sat.1-Fernsehfilm Ein ganzer Kerl für Mama. 2003 war er mit seinem Kinodebüt Der zehnte Sommer in der Hauptrolle des Kalli Spielplatz zu sehen. 2005 stand er in der Kindheitsverfilmung von Michael Degen Nicht alle waren Mörder vor der Kamera.
2006 erhielt er im Rahmen des Münchner Filmfestes den Kinder-Medienpreis „Der weiße Elefant“ für seine Leistungen als „Kasperl“ in der Kinoproduktion Räuber Hotzenplotz.

## Filmografie

### Kinofilme
- 2003: Der zehnte Sommer
- 2006: Räuber Hotzenplotz

### TV-Produktionen
- 2002: Ein ganzer Kerl für Mama
- 2004: Schlafsack für zwei
- 2004: Die letzte Schlacht
- 2005: Nicht alle waren Mörder
- 2006: Kommissarin Lucas – German Angst
- 2006: SOKO 5113 – Sturmtraum
- 2007: Kommissar Stolberg – Toter Engel
- 2007: In aller Freundschaft – Die inneren Werte
- 2008, 2018: SOKO München – Tote kuscheln nicht, Machtlos
- 2009: Tatort – Um jeden Preis
- 2009: Kommissarin Lucas – Aus der Bahn
- 2010: Rosannas Tochter
- 2010: SOKO Köln – Offene Rechnung
- 2010: Der Bergdoktor – Verzweifelte Liebe
- 2011: Pilgerfahrt nach Padua
- 2012: Forsthaus Falkenau – Wieder dahoam
- 2014: SOKO Stuttgart – Der Priester ist tot

## Auszeichnungen
- 2006: Kinder-Medien-Preis „Der weiße Elefant“ für Räuber Hotzenplotz